# Equacions de Maxwell en l'espai-temps corbat

Curvatura espai-temps induïda

En física, les equacions de Maxwell en l'espai-temps corbat regeixen la dinàmica del camp electromagnètic en l'espai-temps corbat (on la mètrica pot no ser la mètrica de Minkowski) o on s'utilitza un sistema de coordenades arbitrari (no necessàriament cartesià). Aquestes equacions es poden veure com una generalització de les equacions de Maxwell del buit que normalment es formulen en les coordenades locals de l'espai-temps pla. Però com que la relativitat general dicta que la presència de camps electromagnètics (o energia/matèria en general) indueix la curvatura en l'espai-temps, les equacions de Maxwell en l'espai-temps pla s'han de veure com una aproximació convenient.
Quan es treballa en presència de matèria a granel, la distinció entre càrregues elèctriques lliures i lligades pot facilitar l'anàlisi. Quan es fa la distinció, s'anomenen equacions de Maxwell macroscòpiques. Sense aquesta distinció, de vegades s'anomenen equacions "microscòpiques" de Maxwell per al contrast.
El camp electromagnètic admet una descripció geomètrica independent de les coordenades, i les equacions de Maxwell expressades en termes d'aquests objectes geomètrics són les mateixes en qualsevol espai-temps, corbes o no. A més, es fan les mateixes modificacions a les equacions de l'espai pla de Minkowski quan s'utilitzen coordenades locals que no són rectilínies. Per exemple, les equacions d'aquest article es poden utilitzar per escriure les equacions de Maxwell en coordenades esfèriques. Per aquestes raons, pot ser útil pensar en les equacions de Maxwell a l'espai de Minkowski com un cas especial de la formulació general.

## Resum
En relativitat general, el tensor mètric {\displaystyle g_{\alpha \beta }} ja no és una constant (com {\displaystyle \eta _{\alpha \beta }} com en Exemples de tensor mètric) però pot variar en l'espai i el temps, i les equacions de l'electromagnetisme al buit es converteixen en
{\displaystyle {\begin{aligned}F_{\alpha \beta }&=\partial _{\alpha }A_{\beta }-\partial _{\beta }A_{\alpha },\\{\mathcal {D}}^{\mu \nu }&={\frac {1}{\mu _{0}}}\,g^{\mu \alpha }\,F_{\alpha \beta }\,g^{\beta \nu }\,{\frac {\sqrt {-g}}{c}},\\J^{\mu }&=\partial _{\nu }{\mathcal {D}}^{\mu \nu },\\f_{\mu }&=F_{\mu \nu }\,J^{\nu },\end{aligned}}}
on {\displaystyle f_{\mu }} és la densitat de la força de Lorentz, {\displaystyle g^{\alpha \beta }} és la inversa del tensor mètric {\displaystyle g_{\alpha \beta }}, i {\displaystyle g} és el determinant del tensor mètric. Fixeu-vos-ho {\displaystyle A_{\alpha }} i {\displaystyle F_{\alpha \beta }} són tensors (ordinaris), mentre {\displaystyle {\mathcal {D}}^{\mu \nu }}, {\displaystyle J^{\nu }}, i {\displaystyle f_{\mu }} són densitats de tensor de pes +1. Malgrat l'ús de derivades parcials, aquestes equacions són invariants sota transformacions de coordenades curvilínies arbitràries. Així, si es substituïssin les derivades parcials per derivades covariants, els termes addicionals introduïts per això es cancel·larien.

## Potencial electromagnètic
El potencial electromagnètic és un vector covariant A α, que és el primitiu indefinit de l'electromagnetisme. En ser un vector covariant, els seus components es transformen d'un sistema de coordenades a un altre segons
{\displaystyle {\bar {A}}_{\beta }({\bar {x}})={\frac {\partial x^{\gamma }}{\partial {\bar {x}}^{\beta }}}A_{\gamma }(x).}

## Camp electromagnètic
El camp electromagnètic és un tensor antisimètric covariant de grau 2, que es pot definir en termes de potencial electromagnètic mitjançant {\displaystyle F_{\alpha \beta }=\partial _{\alpha }A_{\beta }-\partial _{\beta }A_{\alpha }.}Per veure que aquesta equació és invariant, transformem les coordenades tal com es descriu en el tractament clàssic dels tensors : {\displaystyle {\begin{aligned}{\bar {F}}_{\alpha \beta }&={\frac {\partial {\bar {A}}_{\beta }}{\partial {\bar {x}}^{\alpha }}}-{\frac {\partial {\bar {A}}_{\alpha }}{\partial {\bar {x}}^{\beta }}}\\&={\frac {\partial }{\partial {\bar {x}}^{\alpha }}}\left({\frac {\partial x^{\gamma }}{\partial {\bar {x}}^{\beta }}}A_{\gamma }\right)-{\frac {\partial }{\partial {\bar {x}}^{\beta }}}\left({\frac {\partial x^{\delta }}{\partial {\bar {x}}^{\alpha }}}A_{\delta }\right)\\&={\frac {\partial ^{2}x^{\gamma }}{\partial {\bar {x}}^{\alpha }\partial {\bar {x}}^{\beta }}}A_{\gamma }+{\frac {\partial x^{\gamma }}{\partial {\bar {x}}^{\beta }}}{\frac {\partial A_{\gamma }}{\partial {\bar {x}}^{\alpha }}}-{\frac {\partial ^{2}x^{\delta }}{\partial {\bar {x}}^{\beta }\partial {\bar {x}}^{\alpha }}}A_{\delta }-{\frac {\partial x^{\delta }}{\partial {\bar {x}}^{\alpha }}}{\frac {\partial A_{\delta }}{\partial {\bar {x}}^{\beta }}}\\&={\frac {\partial x^{\gamma }}{\partial {\bar {x}}^{\beta }}}{\frac {\partial x^{\delta }}{\partial {\bar {x}}^{\alpha }}}{\frac {\partial A_{\gamma }}{\partial x^{\delta }}}-{\frac {\partial x^{\delta }}{\partial {\bar {x}}^{\alpha }}}{\frac {\partial x^{\gamma }}{\partial {\bar {x}}^{\beta }}}{\frac {\partial A_{\delta }}{\partial x^{\gamma }}}\\&={\frac {\partial x^{\delta }}{\partial {\bar {x}}^{\alpha }}}{\frac {\partial x^{\gamma }}{\partial {\bar {x}}^{\beta }}}\left({\frac {\partial A_{\gamma }}{\partial x^{\delta }}}-{\frac {\partial A_{\delta }}{\partial x^{\gamma }}}\right)\\&={\frac {\partial x^{\delta }}{\partial {\bar {x}}^{\alpha }}}{\frac {\partial x^{\gamma }}{\partial {\bar {x}}^{\beta }}}F_{\delta \gamma }.\end{aligned}}}Aquesta definició implica que el camp electromagnètic satisfà {\displaystyle \partial _{\lambda }F_{\mu \nu }+\partial _{\mu }F_{\nu \lambda }+\partial _{\nu }F_{\lambda \mu }=0,} que incorpora la llei d'inducció de Faraday i la llei de Gauss per al magnetisme. Això es veu des de {\displaystyle \partial _{\lambda }F_{\mu \nu }+\partial _{\mu }F_{\nu \lambda }+\partial _{\nu }F_{\lambda \mu }=\partial _{\lambda }\partial _{\mu }A_{\nu }-\partial _{\lambda }\partial _{\nu }A_{\mu }+\partial _{\mu }\partial _{\nu }A_{\lambda }-\partial _{\mu }\partial _{\lambda }A_{\nu }+\partial _{\nu }\partial _{\lambda }A_{\mu }-\partial _{\nu }\partial _{\mu }A_{\lambda }=0.}
Així, el costat dret d'aquesta llei de Maxwell és igual a zero, el que significa que la teoria clàssica del camp EM no deixa espai perquè els monopols magnètics o els corrents d'aquest tipus actuïn com a fonts del camp.
Tot i que sembla que hi ha 64 equacions a Faraday–Gauss, en realitat es redueix a només quatre equacions independents. Utilitzant l'antisimetria del camp electromagnètic, es pot reduir a una identitat (0 = 0) o fer redundants totes les equacions excepte aquelles amb { λ, μ, ν } sigui {1, 2, 3}, {2, 3, 0}, {3, 0, 1} o {0, 1, 2}.
De vegades s'escriu l'equació de Faraday-Gauss {\displaystyle F_{[\mu \nu ;\lambda ]}=F_{[\mu \nu ,\lambda ]}={\frac {1}{6}}(\partial _{\lambda }F_{\mu \nu }+\partial _{\mu }F_{\nu \lambda }+\partial _{\nu }F_{\lambda \mu }-\partial _{\lambda }F_{\nu \mu }-\partial _{\mu }F_{\lambda \nu }-\partial _{\nu }F_{\mu \lambda })={\frac {1}{3}}(\partial _{\lambda }F_{\mu \nu }+\partial _{\mu }F_{\nu \lambda }+\partial _{\nu }F_{\lambda \mu })=0,} on un punt i coma indica una derivada covariant, una coma indica una derivada parcial i els claudàtors indiquen antisimetrització (vegeu el càlcul de Ricci per a la notació). La derivada covariant del camp electromagnètic és {\displaystyle F_{\alpha \beta ;\gamma }=F_{\alpha \beta ,\gamma }-{\Gamma ^{\mu }}_{\alpha \gamma }F_{\mu \beta }-{\Gamma ^{\mu }}_{\beta \gamma }F_{\alpha \mu },} on Γ α βγ és el símbol de Christoffel, que és simètric en els seus índexs inferiors.

## Desplaçament electromagnètic
El camp de desplaçament elèctric D i el camp magnètic auxiliar H formen una densitat de tensor de rang-2 contravariant antisimètrica de pes +1. Al buit, això ve donat per
{\displaystyle {\mathcal {D}}^{\mu \nu }={\frac {1}{\mu _{0}}}\,g^{\mu \alpha }\,F_{\alpha \beta }\,g^{\beta \nu }\,{\frac {\sqrt {-g}}{c}}.}
Aquesta equació és l'únic lloc on la mètrica (i per tant la gravetat) entra a la teoria de l'electromagnetisme. A més, l'equació és invariant sota un canvi d'escala, és a dir, multiplicar la mètrica per una constant no té cap efecte sobre aquesta equació. En conseqüència, la gravetat només pot afectar l'electromagnetisme canviant la velocitat de la llum en relació amb el sistema de coordenades global que s'utilitza. La llum només es desvia per la gravetat perquè és més lenta a prop dels cossos massius. Per tant, és com si la gravetat augmentava l'índex de refracció de l'espai prop de cossos massius.

## Corrent elèctric
El corrent elèctric és la divergència del desplaçament electromagnètic. al buit,
{\displaystyle J^{\mu }=\partial _{\nu }{\mathcal {D}}^{\mu \nu }.}
Si s'utilitza magnetització-polarització, això només dóna la part lliure del corrent
{\displaystyle J_{\text{free}}^{\mu }=\partial _{\nu }{\mathcal {D}}^{\mu \nu }.}
Això incorpora la llei d'Ampere i la llei de Gauss.

## Densitat de força de Lorentz
La densitat de la força de Lorentz és una densitat vectorial covariant donada per
{\displaystyle f_{\mu }=F_{\mu \nu }J^{\nu }.}La força sobre una partícula de prova només està subjecta a la gravetat i l'electromagnetisme {\displaystyle {\frac {dp_{\alpha }}{dt}}=\Gamma _{\alpha \gamma }^{\beta }p_{\beta }{\frac {dx^{\gamma }}{dt}}+qF_{\alpha \gamma }{\frac {dx^{\gamma }}{dt}},} on p α és el 4 moment lineal de la partícula, t és qualsevol coordenada temporal que parametritza la línia mundial de la partícula, Γ β αγ és el símbol de Christoffel (camp de força gravitatòria) i q és la càrrega elèctrica de la partícula.

## Lagrangià
En el buit, la densitat lagrangiana per a l'electrodinàmica clàssica (en joules per metre cúbic) és una densitat escalar {\displaystyle {\mathcal {L}}=-{\frac {1}{4\mu _{0}}}\,F_{\alpha \beta }\,F^{\alpha \beta }\,{\frac {\sqrt {-g}}{c}}+A_{\alpha }\,J^{\alpha },} on {\displaystyle F^{\alpha \beta }=g^{\alpha \gamma }F_{\gamma \delta }g^{\delta \beta }.}

## Tensor d'estrès electromagnètic-energia
Com a part del terme font de les equacions de camp d'Einstein, el tensor d'esforç electromagnètic-energia és un tensor simètric covariant. {\displaystyle T_{\mu \nu }=-{\frac {1}{\mu _{0}}}\left(F_{\mu \alpha }g^{\alpha \beta }F_{\beta \nu }-{\frac {1}{4}}g_{\mu \nu }F_{\sigma \alpha }g^{\alpha \beta }F_{\beta \rho }g^{\rho \sigma }\right),} utilitzant una mètrica de signatura (−, +, +, +). Si utilitzeu la mètrica amb signatura (+, −, −, −), l'expressió for {\displaystyle T_{\mu \nu }} tindrà signe contrari. El tensor tensió-energia no té traça: {\displaystyle T_{\mu \nu }g^{\mu \nu }=0} perquè l'electromagnetisme es propaga a la velocitat invariant local i és conformal-invariant.

## Equació d'ones electromagnètiques
L'equació d'ona electromagnètica no homogènia en termes del tensor de camp es modifica de la forma de relativitat especial a
{\displaystyle \Box F_{ab}\ {\stackrel {\text{def}}{=}}\ F_{ab;}{}^{d}{}_{d}=-2R_{acbd}F^{cd}+R_{ae}F^{e}{}_{b}-R_{be}F^{e}{}_{a}+J_{a;b}-J_{b;a},}
on R acbd és la forma covariant del tensor de Riemann, i {\displaystyle \Box } és una generalització de l'operador d'Alembert per a derivades covariants. Utilitzant
{\displaystyle \Box A^{a}={{A^{a;}}^{b}}_{b}.}
Les equacions font de Maxwell es poden escriure en termes del potencial de 4 com
{\displaystyle \Box A^{a}-{A^{b;a}}_{b}=-\mu _{0}J^{a}}
o, assumint la generalització del gauge de Lorenz en l'espai-temps corbat,
{\displaystyle {\begin{aligned}{A^{a}}_{;a}&=0,\\\Box A^{a}&=-\mu _{0}J^{a}+{R^{a}}_{b}A^{b},\end{aligned}}}
on {\displaystyle R_{ab}\ {\stackrel {\text{def}}{=}}\ {R^{s}}_{asb}} és el tensor de curvatura de Ricci.